# دایجو-دایجین
دایجو-دایجین (به ژاپنی: 太政大臣 Daijō-daijin)، صدراعظم کشور، رئیس دایجو-کان از دوره هی‌آن بود. این عنوان از سال ۱۸۸۵ به عنوان نخست‌وزیر ژاپن تبدیل شد.